# T-70
T-70 – czołg lekki produkcji radzieckiej z okresu II wojny światowej produkowany w latach 1942–1943, trzeci wśród czołgów radzieckich biorących udział w wojnie pod względem liczby wyprodukowanych egzemplarzy po T-34 i T-26. Na jego zmodyfikowanym podwoziu skonstruowano działo samobieżne SU-76 i najliczniej produkowaną jego wersję rozwojową SU-76M.

## Historia
Główny konstruktor Nikołaj Astrow w momencie wdrażania produkcji seryjnej T-60 rozpoczął prace nad jego modernizacją. Astrow postanowił przede wszystkim zmienić zespół napędowy, aby możliwe było wzmocnienie opancerzenia i uzbrojenia nowego czołgu. Pod koniec listopada 1941 powstał prototyp zespołu silnikowego GAZ-203, który tworzyły dwa połączone rzędowo silniki (jeden za drugim). Takie ułożenie silników wymusiło wydłużenie kadłuba i wzrost masy oraz spowodowało przeciążenie silnika. Dlatego też dodano po jednym kole jezdnym z każdej strony oraz pogrubiono drążki skrętne. Montaż prototypu czołgu oznaczonego fabrycznie GAZ-70 rozpoczęto w grudniu 1941 przebiegał bardzo wolno. Pierwszy prototyp ukończono 14 lutego 1942, a 6 dni później czołg przeszedł pierwsze próby. Pojazd wykazywał wiele problemów: niewygodną obsługę uzbrojenia, niedostateczną zdolność pokonywania śniegu oraz nieznaczne tylko wzmocnienie pancerza w stosunku do T-60. Dodatkowo nowy czołg miał być znacznie droższy od poprzednika. Astrow zobowiązał się do wprowadzenia zmian i usunięcia zgłaszanych problemów. 6 marca 1942 Stalin podpisał dekret, na mocy którego czołg pod oznaczeniem T-70 został przyjęty do uzbrojenia RKKA – Robotniczo-Chłopskiej Armii Czerwonej (Рабоче-Крестьянская Красная Армия).
Przed rozpoczęciem produkcji seryjnej wprowadzono zmiany w konstrukcji czołgu. Zastąpiono odlewaną wieżę konstrukcji Diedkowa wieżą wielokątną, spawaną z płyt walcowanych, a krawędzie spawów wzmocniono stalowymi kątownikami.

## Produkcja
Seryjną produkcję czołgu rozpoczęto w marcu 1942 w Zakładach GAZ w Gorkim, a następnie planowano rozpoczęcie produkcji w Fabryce Nr 37 w Swierdłowsku i Fabryce Nr 38 w Kirowie. Pierwsze wozy opuściły fabrykę GAZ i Nr 38 w kwietniu 1942. W Fabryce Nr 37 zmontowano ogółem jedynie 10 czołgów. W momencie wdrażania produkcji T-70 zakłady zostały przeniesione z Moskwy do Swierdłowska, gdzie kontynuowały produkcję T-60, a następnie zostały przekształcone w Zakłady Nr 50 i nie zajmowały się produkcją czołgów. Zakłady Nr 38 prowadziły produkcję do grudnia 1942, kiedy zostały przestawione na produkcję działa samobieżnego SU-76. W zakładach tych wyprodukowano 1378 czołgów. Produkcję czołgu zakończono w Zakładach GAZ w październiku 1943. Ostatnie pojazdy przekazano do odbioru na początku grudnia 1943.
Łącznie wyprodukowano około 8200 czołgów T-70 i T-70M (8226, 8231). Z ogólnej liczby wyprodukowanych czołgów około 5000 (60%) stanowiły pojazdy wersji T-70M, a 6843 czołgi wyprodukowały zakłady GAZ, co stanowiło prawie 85% produkcji.

## Wersje
Od początku prowadzono produkcję czołgu w dwóch wariantach – czołg dowódczy wyposażony w radiostację ze zmniejszonym zapasem amunicji do armaty – 70 szt. oraz czołg liniowy pozbawiony radiostacji.

### Wersje seryjne
- T-70 – pierwszy model produkcyjny o masie 9,2 t.
- T-70M – W październiku 1942 rozpoczęto produkcję zmodyfikowanej wersji czołgu T-70[14]. Przede wszystkim wzmocniono układ jezdny pojazdu. Wprowadzono szersze gąsienice i koła jezdne, zwiększono średnicę kół napinających, wzmocniono koła podtrzymujące, wałki skrętne[15] i przekładnie boczne[16]. Poprawiono przyrządy obserwacyjne montując zamiast szczeliny obserwacyjnej mechanika-kierowcy obrotowy peryskop obserwacyjny. Podobny przyrząd zamontowano we włazie wieży dla dowódcy czołgu[17].

## Pojazdy doświadczalne
- T-70 z wieżą dwuosobową – prototyp ulepszonej wersji T-70, powstał w kwietniu-maju 1942. Masa czołgu wynosiła 11 500 kg, zamontowano nowy zespół napędowy GAZ 203F[c] o mocy 170 KM oraz wieżę dwuosobową mieszczącą dowódcę i ładowniczego obsługującego również radiostację, wzmocniono też opancerzenie. Czołg przechodził próby od 28 września do 2 października 1942. Po przeprowadzonych testach planowano wprowadzić go do produkcji. Jednak zdecydowano się na produkcję modelu pośredniego oznaczonego T-70M z wieżą jednoosobową[18]. Dalsze prace nad pojazdem z wieżą dwuosobową doprowadziły do powstania czołgu T-80 bazującego na konstrukcji T-70[19].
- T-70 z armatą WT-42 – czołg uzbrojony w armatę WT-42 będącą czołgową odmianą 45 mm armaty przeciwpancernej wz. 1942 (M-42). Długość lufy wynosiła 68,6 kalibrów[17], pocisk przeciwpancerny osiągał prędkość 870 m/s, a podkalibrowy 1070 m/s. Tak uzbrojony czołg od 19 maja do 1 czerwca 1943 został poddany testom na Grochowieckim Poligonie Artyleryjskim. Wyprodukowano jedynie od 2 do 7 armat[19]. Produkcji seryjnej tak uzbrojonych czołgów nie rozpoczęto[17].
- T-70(Z) – prototyp czołgu przeciwlotniczego (zenitnyj – przeciwlotniczy)[17] opracowanego w grudniu 1942[20] przez Zakłady Nr 37. Pojazd nosił też oznaczenie T-70-3[21]. Wykorzystano seryjny czołg T-70 ze standardową wieżą, w której jarzmie zostały zamontowane sprzężone 12,7 mm karabiny maszynowe DSzK. Karabiny były zasilane z magazynków pudełkowych (zapas amunicji – 360 nabojów, 12 magazynków). Po przeprowadzonych próbach nie podjęto produkcji seryjnej[22].
- T-90 – prototyp czołgu przeciwlotniczego opracowanego w grudniu 1942 w Zakładach GAZ wykorzystujący standardowe podwozie czołgu T-70 z nową ośmioboczną, spawaną wieżą o powiększonej średnicy. Czołg był uzbrojony w sprzężone 12,7 mm karabiny maszynowe DSzK. Karabiny były zasilane z magazynków pudełkowych (zapas amunicji – 480 nabojów, 16 magazynków)[23]. Planowano budowę serii 20 pojazdów, które miały być poddane dalszym próbom. Prace jednak przerwano koncentrując się na rozwoju przeciwlotniczego działa samobieżnego uzbrojonego w armatę 37 mm[24] oraz z powodu dostaw amerykańskich M17 MGMC na podwoziu półgąsienicowym[25].

## Pojazdy na podwoziu czołgu T-70
Podwozie czołgu oraz zespół napędowy T-70 po różnych modyfikacjach wykorzystano do budowy prototypowych i seryjnych dział samobieżnych:
- SU-71 – prototyp działa samobieżnego uzbrojonego w armatę ZiS-3 kalibru 76 mm opracowanego w listopadzie 1942 roku przez Zakłady GAZ[26].
- SU-72 – prototyp samobieżnego działa przeciwlotniczego uzbrojonego w armatę kalibru 37 mm. Był to pojazd identyczny z SU-71, a różnił się tylko uzbrojeniem[27].
- SU-12 (SU-76) – seryjnie produkowane działo samobieżne opracowane w listopadzie 1942 roku w Zakładach Nr 38 uzbrojone w armatę ZiS-3[27].
- SU-15 (SU-76M) – seryjnie produkowane działo samobieżne będące modyfikacją działa SU-76[28] opracowaną w kwietniu 1943 roku. Wersja ta była produkowana najliczniej[29].
- SU-16 (SU-38) – prototyp działa samobieżnego mającego zastąpić SU-76 opracowany przez Zakłady Nr 38, konkurent SU-15[29].
- SU-15A (SU-85A) – prototyp działa samobieżnego uzbrojonego w armatę D-5S-85A kalibru 85 mm opracowany we wrześniu 1943 roku w Zakładach GAZ[30].
- SU-15B (SU-85B) – prototyp działa samobieżnego uzbrojonego w armatę ŁB-2 kalibru 85 mm opracowany na początku 1945 roku w Zakładach GAZ[31].
- SU-11 – prototyp samobieżnego działa przeciwlotniczego uzbrojonego w armatę 61-K kalibru 37 mm opracowanego w listopadzie 1942 roku w Zakładach Nr 38[32].
- ZSU-37 – seryjnie produkowane samobieżne działo przeciwlotnicze uzbrojone w armatę 61-K kalibru 37 mm opracowane w Zakładach Nr 38 i Nr 40, przyjęte do uzbrojenia w grudniu 1944 roku[33].

Inne pojazdy na podwoziu T-70:
- wyrzutnia pocisków rakietowych – projekt 12-prowadnicowej wyrzutni rakietowej dla pocisków M-13 kalibru 132 mm wykorzystujący podwozie czołgu T-70. W październiku 1943 roku przerwano prace nad wyrzutnią[34].

- T-70 dowódczo-obserwacyjny – czołg przeznaczony dla pułków artylerii uzbrojonych w pojazdy SU-76. Załoga czołgu składała się z dwóch osób: mechanika-kierowcy obsługującego dodatkowo radiostację oraz dowódcy-obserwatora korygującego ogień artylerii prowadzony z osłoniętych pozycji. Pojazd wyposażono w dodatkowe akumulatory i radiostację ROKUS.B. W pokrywie włazu umieszczono dodatkowy peryskop panoramiczny obserwacji pola walki. Powstało 5 czołgów[34].
- T-70 ciągnik artyleryjski – projekt przebudowy poddawanych naprawom czołgów T-70 oraz niewykorzystanych podwozi po zakończonej produkcji T-70 na ciągnik artyleryjski. Pojazd planowano wyposażyć w siedzenia takiego samego typu, jakie zastosowano w ciągniku T-20 Komsomolec oraz w zaczep umożliwiający holowanie dział do 2500 kg. Brak informacji na temat realizacji projektu[34].

## Opis konstrukcji
- Kadłub i wieża

Przedział kierowania znajdował się z lewej strony do kierunku jazdy, za nim przedział bojowy. Po prawej stronie z przodu znajdował się przedział transmisyjny, a za nim wzdłuż prawej ściany przedział silnikowy. Z tyłu pojazdu po lewej stronie umieszczono dwa zbiorniki paliwa o pojemności 440 dm³, a z prawej strony wentylator i chłodnicę cieczy.
Opancerzenie tworzyły walcowane płyty pancerne łączone za pomocą spawania i montowane na szkielecie z kątowników stalowych. Od listopada 1942 płyty były hartowane i powierzchniowo utwardzane, co zwiększyło odporność kadłuba. Grubość górnego pancerza czołowego wynosiła 35 mm, a dolnego 45 mm. Boczny i tylny pancerz miał grubość 15–25 mm, a górny pancerz i dno – 10 mm. Wieżę wykonano ze spawanych płyt pancernych o grubości 35 mm wzmocnionych stalowymi kątownikami na krawędziach. Jarzmo armaty było spawane lub odlewane. Na górze wieży umieszczono pojedynczy właz dowódcy z peryskopem obrotowym.
- Zawieszenie

W podwoziu zastosowano zawieszenie na wałkach skrętnych, które tworzyło 5 par kół nośnych i 3 pary kół podtrzymujące gąsienice. Koła napędowe z przodu, a napinające z tyłu. Część pierwszych pojazdów z Fabryki Nr 38 miała koła odlewane, późniejsze koła tłoczone podobnie, jak w zakładach GAZ.
- Napęd

Czołg był napędzany zespołem silnikowym GAZ-203, który składał się z dwóch sprzężonych 4-suwowych, 6-cylindrowych o pojemności 3480 cm³, gaźnikowych silników typu GAZ-202 chłodzonych cieczą. Przedni silnik nosił oznaczenie GAZ-70-6004, a tylny GAZ-70-6005 o łącznej mocy 140 KM przy 3400 obr./min.
Główne sprzęgło i skrzynia przekładniowa pochodziły z samochodu ZiS-5 posiadającej 4 przełożenia do przodu i jedno do tyłu.
- Załoga

Załoga czołgu składała się z 2 osób. Z przodu, po lewej stronie miejsce zajmował mechanik-kierowca, który dysponował włazem umieszczonym w czołowej płycie kadłuba. Początkowo właz był wyposażony jedynie w szczelinę obserwacyjną zabezpieczoną wkładką ze szkła pancernego. Później na górze włazu montowano peryskop obrotowy. Pod siedzeniem kierowcy umieszczono w dnie kadłuba właz awaryjny. Drugim członkiem załogi był dowódca, który zajmował miejsce w wieży i zajmował się obsługą uzbrojenia oraz radiostacji. Dowódca dysponował teleskopowym celownikiem TOP lub TMFP oraz rezerwowym celownikiem mechanicznym.
- Uzbrojenie i wyposażenie

Całe uzbrojenie było umieszczone w wieży czołgu. Składało się z armaty czołgowej wzór 1932/1938 20K kalibru 45 mm o długości lufy 46 kalibrów. Działo było lekko przesunięte w prawo względem osi wzdłużnej pojazdu. Armata przemieszczała się w pionie -6° +20°. Zapas amunicji – 70 szt. dla czołgów z radiostacją i 90 szt. dla czołgów bez radiostacji, z czego 20 szt. znajdowało się w magazynkach. Szybkostrzelność wynosiła 7-12 strzałów na minutę. Do armaty stosowano pociski przeciwpancerne o masie 1,42 kg i prędkości początkowej pocisku 760 m/s oraz odłamkowe o masie 2,13 kg i prędkości 355 m/s. Z armatą sprzężony był karabin maszynowy DT kalibru 7,62 mm zamontowany w jarzmie kulistym, który mógł się przemieszczać w pionie -6° +20°. Zapas amunicji wynosił 945 (15 magazynków) lub 1000 nabojów. We wnętrzu czołgu był przewożony jeden pistolet maszynowy PPSz z zapasem amunicji 213 nabojów oraz 10 granatów obronnych F-1.
Czołgi dowódcze wyposażono w radiostację krótkofalową 9-R lub 12RT umieszczoną w wieży. Do komunikacji wewnętrznej służyło urządzenie TPU-2.

## Służba

### ZSRR
- Organizacja

Czołgi T-70 znalazły się na uzbrojeniu samodzielnych brygad pancernych liczących 32 czołgi T-34 i 21 T-70 oraz samodzielnych pułków czołgów liczących 39 pojazdów. W pułku była jedna kompania licząca początkowo 16, a następnie 7-10 czołgów T-70. W batalionach rozpoznawczych 10 czołgów T-70 było etatowym wyposażeniem kompanii czołgów lekkich. Pojazdy były również na uzbrojeniu brygad lekkiej artylerii samobieżnej liczących 60 dział SU-76 i 5 czołgów T-70.
- Zastosowanie bojowe

W pierwszym półroczu 1942 sformowano 157 i 162 Brygadę Pancerną. Były to pierwsze jednostki na uzbrojeniu, których znalazły się czołgi T-70. Chrzest bojowy czołgów nastąpił latem 1942 w czasie walk obronnych Frontu Południowo-Zachodniego. Pierwsze doświadczenia bojowe wykazały nieprzydatność czołgów lekkich w roli czołgów wspierających piechotę. T-70 miał też problemy w związku ze słabym uzbrojeniem w walce z niemieckimi czołgami. Podobnie jak T-60, okazały się niezbyt odpowiednie do wykonywania stawianych im zadań bojowych. Pancerz i uzbrojenie, mimo iż silniejsze były niewystarczające. Dowódca nie był w stanie w pełni wywiązywać się ze swoich obowiązków. Trudno mu było jednocześnie dowodzić czołgiem, utrzymywać łączność i strzelać z działa, a niejednokrotnie również dowodzić pododdziałem czołgów. Generał Michaił Katukow na prośbę Stalina o ocenę czołgów T-70 odpowiedział:

T-70 ma w porównaniu z T-60 lepsze opancerzenie, ma działko kalibru 45 mm i dwa silniki samochodowe. Rozpoczęły się dostawy, lecz nowy czołg niczym się nie wykazał. Tylko kłopoty z nimi towarzyszu Stalin.

Szczytem bojowej kariery T-70 była bitwa na łuku kurskim. Wieczorem 4 lipca 1943 jednostki pancerne Frontu Centralnego liczyły 1487 czołgów, z czego 314 to T-70. Dodatkowo w odwodach frontu było 166 czołgów, z czego 55 T-70. Razem 369 czołgów, które stanowiły około 22% całego sprzętu pancernego frontu. W czasie bitwy pod Prochorowką według stanu z 11 lipca 1943 5 Armia Pancerna liczyła 985 czołgów i dział samobieżnych. Wśród tych pojazdów 314 to T-70, co stanowiło 32% sprzętu pancernego armii. Straty czołgów w czasie działań na łuku kurskim były procentowo niższe niż T-34. Miało to związek z taktyką, według której T-70 nacierały najczęściej w drugim rzucie. Czołgi miały też niewielkie rozmiary, co utrudniało bezpośrednie trafienie. Po doświadczeniach w czasie walk na łuku kurskim generał Rotmistrow napisał do Żukowa:

Czołgów T-70 nie wolno kierować do walk pancernych, ponieważ są łatwo niszczone ogniem niemieckich czołgów.

W listopadzie 1943 wprowadzono nowe etaty brygad pancernych mających na uzbrojeniu wyłącznie czołgi T-34. W miarę przechodzenia na te etaty zmniejszała się liczba T-70 w jednostkach pancernych. Od kwietnia 1944 zaczęto w pułkach pancernych likwidować kompanie czołgów uzbrojone w T-70. Pozostałe wozy wykorzystywano w dalszym ciągu w batalionach rozpoznawczych i brygadach lekkiej artylerii samobieżnej. Pojazdy przeznaczono do ochrony sztabów, dla oficerów łącznikowych oraz jako wozy dowódcze i szkolne. Niektóre czołgi przetrwały w jednostkach liniowych do końca wojny.

### Czechosłowacja
Czołgi T-70M znajdowały się w latach 1943–1947 na uzbrojeniu wojsk czechosłowackich walczących u boku RKKA. W czerwcu 1943 przybyło pierwszych 5 czołgów T-70M dla powstającego batalionu pancernego. 4 października 1943 przyjęto na stan kolejnych 6 pojazdów, a jeden uszkodzony używany do szkolenia zwrócono. 10 czołgów zgrupowano w kompanii czołgów lekkich dowodzonej przez ppor. Richarda Tesarika. 9 listopada 1943 jednostka czechosłowacka licząca 7 czołgów, gdyż trzy uległy wcześniej usterkom wzięła udział w walkach o Czerniachów wspierając 51 Dywizję Strzelców. W wyniku tych walk straciła 4 czołgi. Następnie czechosłowackie czołgi brały udział w ataku na wieś Ruda (stracono jeden pojazd) i ataku na Białą Cerkiew. W tym czasie oddano jeden czołg do jednostki radzieckiej. W pierwszej połowie 1944 batalion przeformowano w pułk, a następnie w 1 Czechosłowacką Samodzielną Brygadę Pancerną (1 československá samostatná tanková brigáda). W 3 batalionie zgrupowano 3 czołgi T-70 (jeden wkrótce spisano ze stanu ze względu na zużycie), które uzupełniono we wrześniu 1944 trzema kolejnymi. W październiku w walkach o zdobycie Zyndranowej wzięło udział 5 czołgów T-70. Po zakończeniu operacji dukielskiej w brygadzie pozostały 3 czołgi. W styczniu 1945 dwa pojazdy oddano do składnic sprzętu uszkodzonego. W brygadzie pozostał 1 T-70, który znajdował się w sztabie. W latach 1946–1947 zdekompletowany czołg pozostawał na terenie szkoły w Vyskowie, a następnie został oddany na złom. Razem wojska czechosłowackie użytkowały co najmniej 14 czołgów T-70.

### Polska

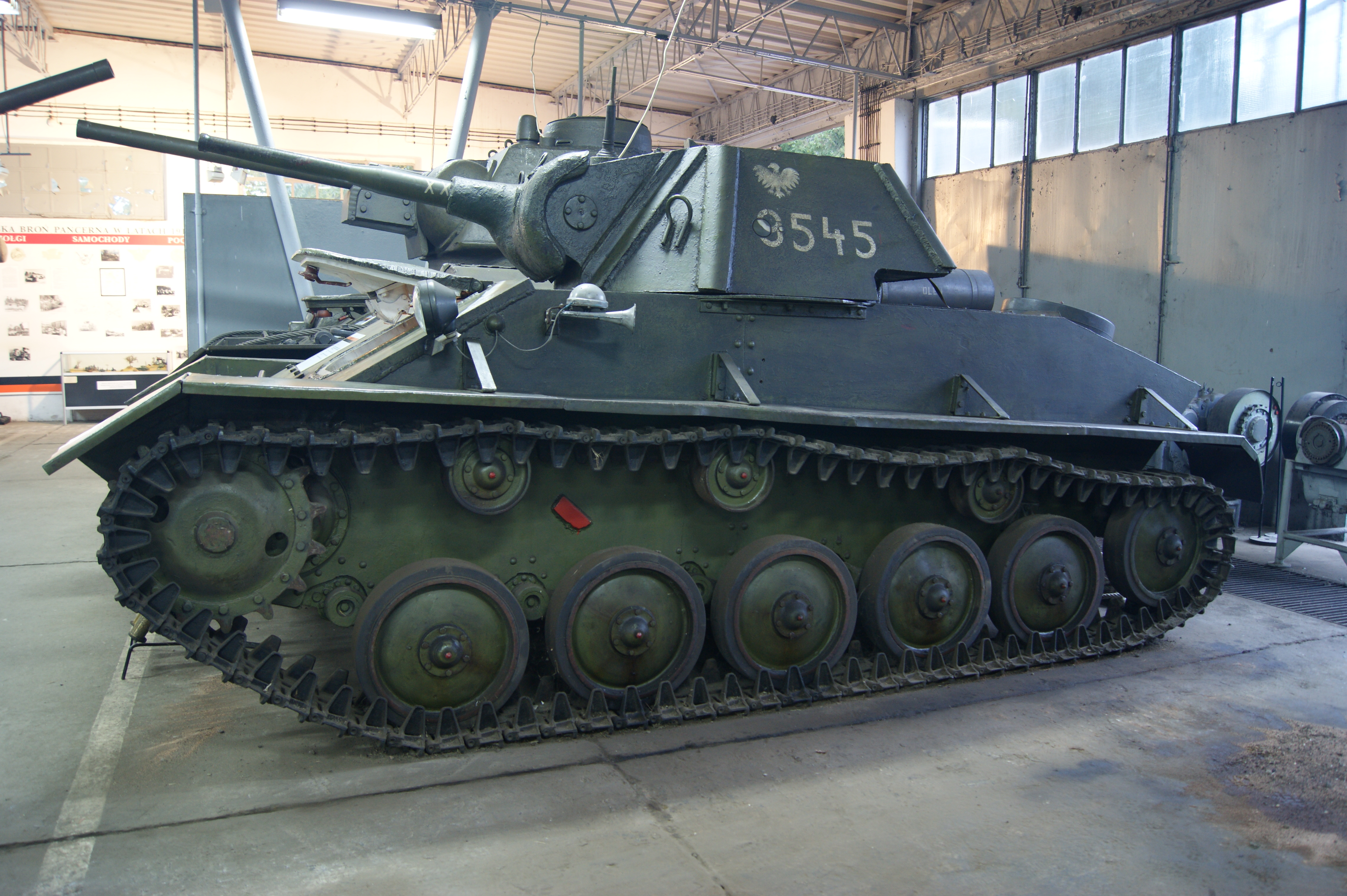
T-70M w Muzeum Broni Pancernej w Poznaniu

Czołgi T-70M znajdowały się w latach 1943–1949 na uzbrojeniu Ludowego Wojska Polskiego. Pierwsze pojazdy przybyły 8 lipca 1943 z Fabryki GAZ w Gorkim. Było to 7 pojazdów, które utworzyły 4 kompanię w 1 pułku czołgów. Pojazdy te wzięły udział w bitwie pod Lenino. 5 października 1943 przybyło kolejnych 8 czołgów, które utworzyły 4 kompanię w 2 pułku czołgów. Czołgi T-70 będąc na uzbrojeniu 1 Brygady Pancernej im. Bohaterów Westerplatte były wykorzystywane w czasie bitwy pod Studziankami. Służyły przede wszystkim do zadań łącznikowych, ochrony sztabu i dowozu amunicji oraz zaopatrzenia dla czołgów T-34. We wrześniu 1944, kiedy brygada przechodziła reorganizację prawie wszystkie czołgi wycofano ze składu brygady. Czołgi przekazano do 3 szkolnego pułku czołgów – 10 pojazdów i do Oficerskiej Szkoły Broni Pancernej – 3 czołgi. 1 pojazd trafił do 27 pułku artylerii samobieżnej. 1 czołg będący w momencie reorganizacji w naprawie pozostał w składzie brygady do marca 1945. 7 grudnia 1943 10 czołgów dostarczono do 1 batalionu rozpoznawczego 1 Korpusu Polskich Sił Zbrojnych, a następnie 1 Armii WP. W składzie batalionu brały udział w walkach m.in. o Wał Pomorski. W momencie zakończenia wojny w batalionie zostały tylko 2 czołgi. Najliczniej czołgi T-70 były reprezentowane w jednostkach szkolnych. 3 szkolny pułk czołgów użytkował 20 czołgów, a Oficerska Szkoła Broni Pancernej 21 T-70. Razem w latach 1943–1945 LWP otrzymało 53 czołgi. 16 lipca 1945 pozostawało na stanie 41 pojazdów. Jesienią 1945 wszystkie sprawne czołgi zgrupowano w 1 batalionie rozpoznawczym i w 2 batalionie motocyklowym. W latach 1946–1947 czołgi użyto bojowo w walkach z operującymi na terenie południowo-wschodniej Polski oddziałami UPA. W maju 1949 czołgi będące w składnicach sprzętu przekazano na złom. Części i zespoły z wycofywanych pojazdów wykorzystywano do napraw dział samobieżnych SU-76M.

### III Rzesza
Zdobyczne pojazdy oznaczone PzKpfw T-70(r) były użytkowane w liczbie 40–50 sztuk przez oddziały niemieckie, najczęściej piechoty i policji. W dywizjonach artylerii lekkiej po usunięciu wieży pełniły rolę ciągników do holowania armat.

## Zachowane pojazdy
Do dziś zachowało się nie mniej niż 27 czołgów T-70 i T-70M.
- Rosja – 13 szt.

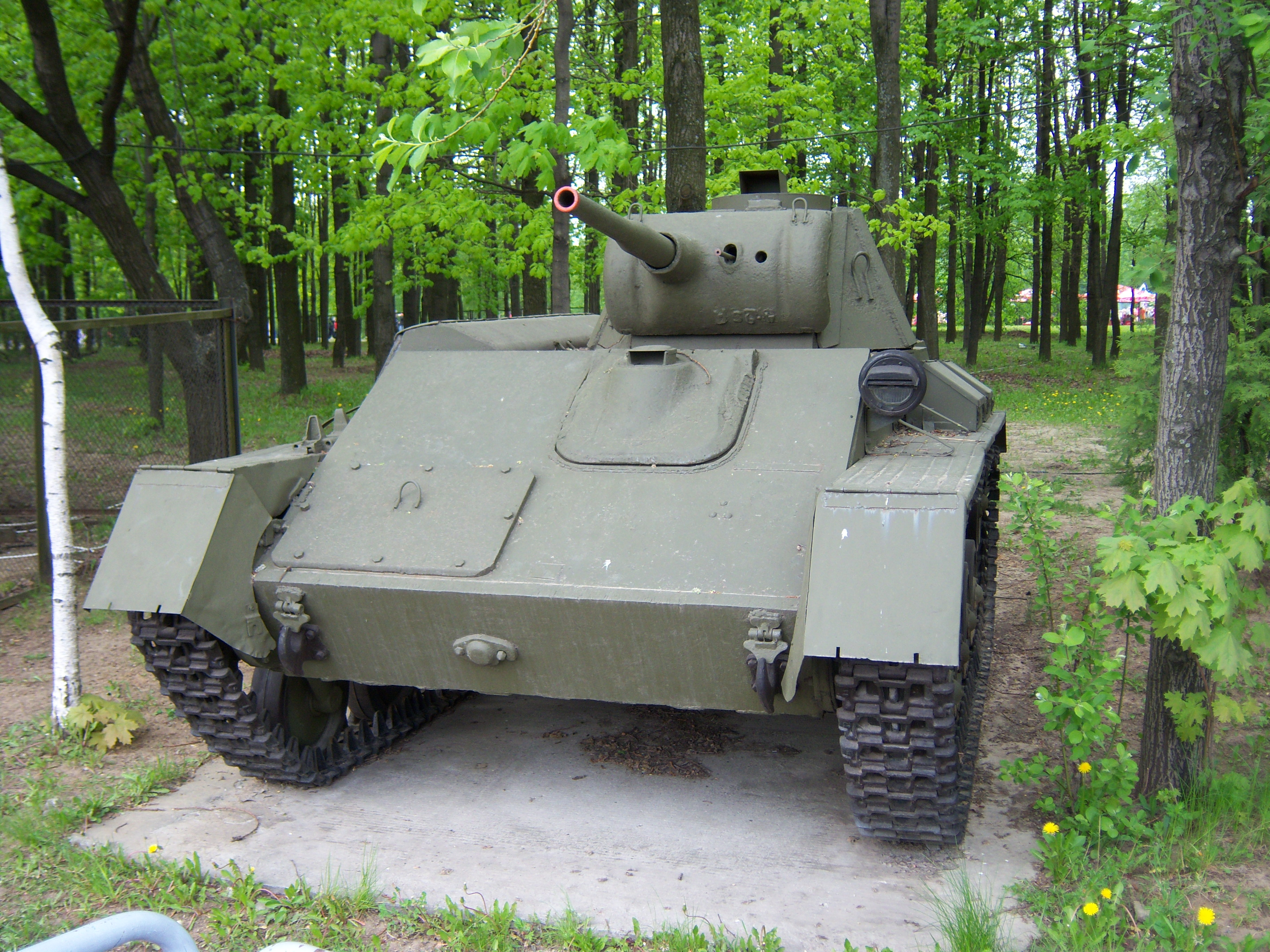
Czołg T-70M w Parku Zwycięstwa na Pokłonnej Górze

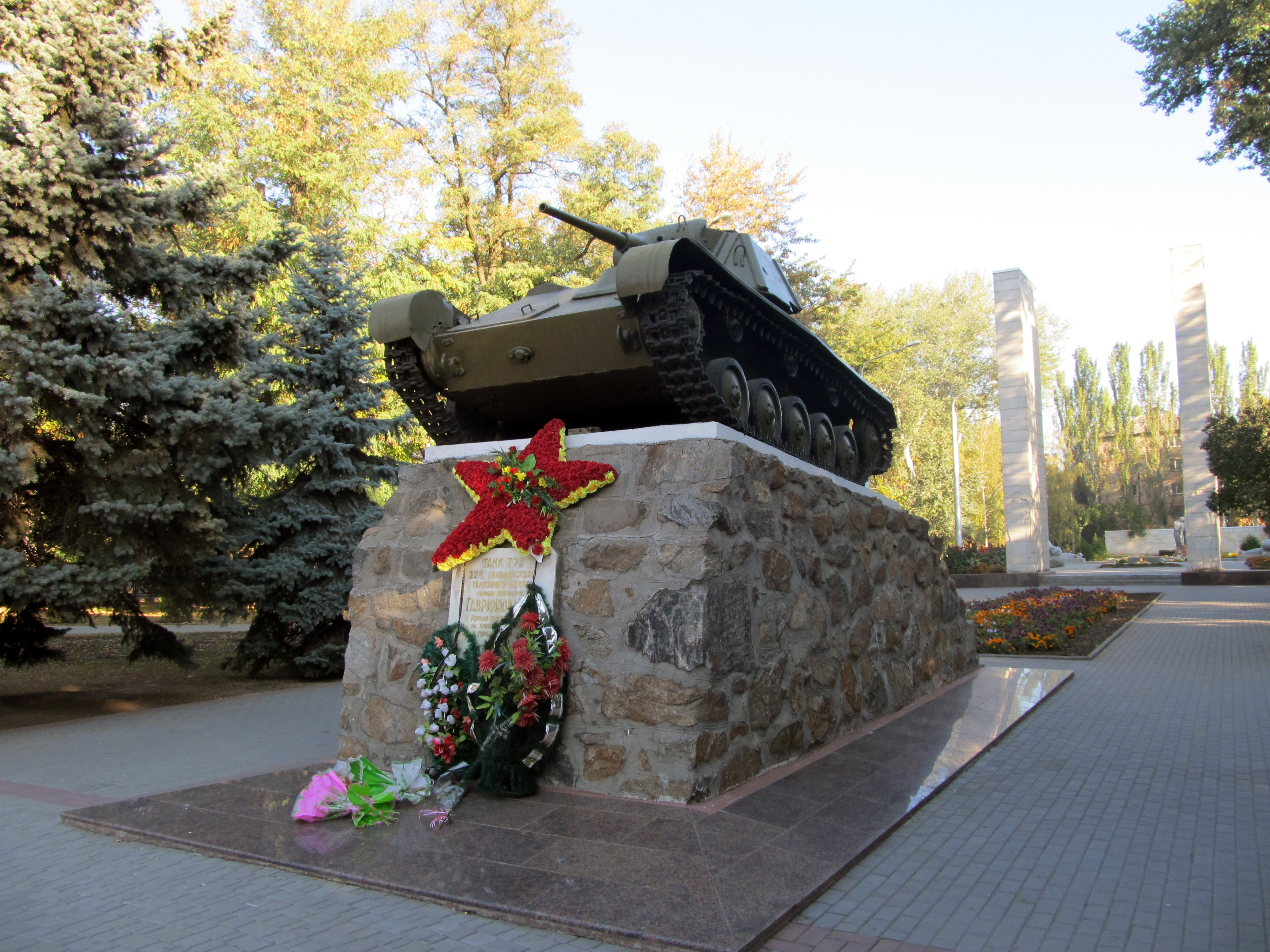
T-70 jako czołg-pomnik w Melitopolu na Ukrainie

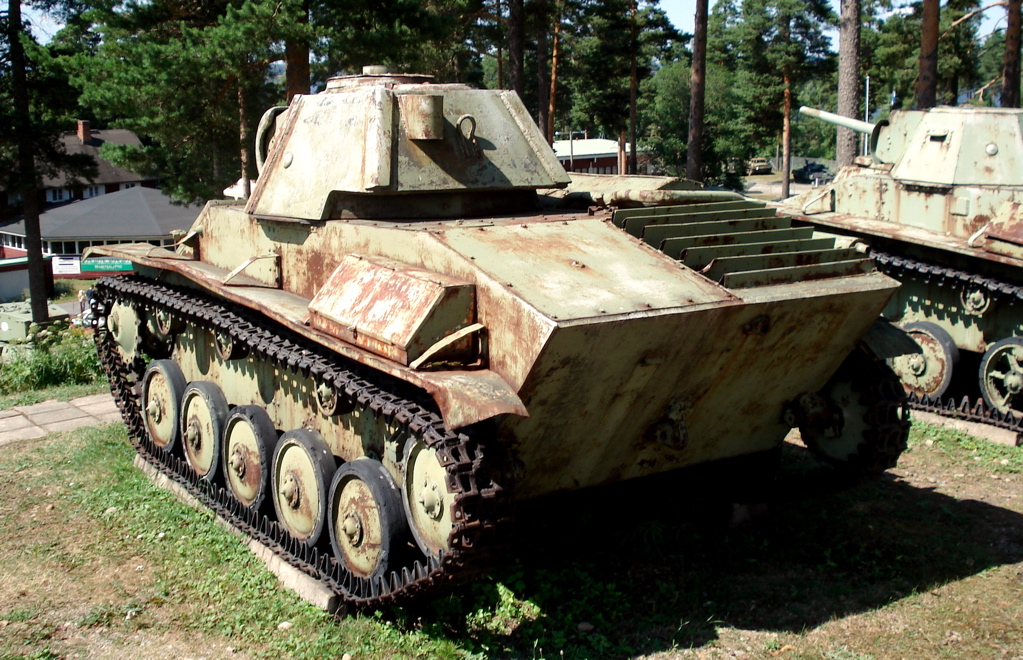
T-70 w Muzeum Czołgów w Parola w Finlandii

Jeden czołg w Muzeum Czołgów w Kubince, kolejny w Parku Zwycięstwa na Pokłonnej Górze w Moskwie oraz w muzeach we Wsiewołożosku w obwodzie leningradzkim, Orle, Togliatti, Saratowie i w mieście Wierchniaja Pyszma w obwodzie swierdłowskim. Jeden czołg znajduje się w Pskowie. Został on zmontowany z pięciu różnych pojazdów. Pięć czołgów ustawiono jako czołgi-pomniki w następujących miejscowościach:
- Nowogrodzie Wielkim,
- Niżnym Nowogrodzie,
- Kamieńsku Szachtyńskim w obwodzie rostowskim,
- Wołgogradzie,
- Kołaczu nad Donem w obwodzie wołgogradzkim.

- Ukraina – 10 szt.

Jeden pojazd w Muzeum Historii Ukrainy w II Wojnie Światowej w Kijowie, a drugi na terenie dioramy „Bitwa o Dniepr” w Dnieprze. Pozostałe zachowane egzemplarze to czołgi-pomniki w miejscowościach:
- Czerwonij Oskił w obwodzie charkowskim,
- Bakczysaraj na Półwyspie Krymskim,
- Konstantynówka w obwodzie donieckim,
- Melitopol w obwodzie zaporoskim,
- Niżyn w obwodzie czernihowskim,
- Solonicewka w obwodzie charkowskim,
- Użhorod w obwodzie zakarpackim,
- Wierszacy w obwodzie czerkaskim.

- Białoruś – 1 szt.

Czołg-pomnik w miejscowości Jeziaryszcza w rejonie horodeckim.
- Finlandia – 1 szt.

Pojazd pozbawiony armaty w Muzeum Czołgów w Parola (Panssarimuseo).
- Polska – 1 szt.

Egzemplarz, który początkowo stał jako czołg-pomnik w Baligrodzie. W 1975 został przeniesiony do Poznania, gdzie obecnie jest eksponatem w Muzeum Broni Pancernej w Poznaniu – oddziale Muzeum Wojska Polskiego w Warszawie. W jego miejscu jako pomnik w Baligrodzie ustawiono T-34/85
- Uzbekistan – 1 szt.

Pojazd jako eksponat w szkole wojsk pancernych w Chirchiq.